# Tolmerus micans
Tolmerus micans là một loài ruồi trong họ Asilidae. Tolmerus micans được Meigen miêu tả năm 1820.